# Suillia
Genre
Synonymes
- Allophyla Loew, 1862
- Helomyza Fallén, 1820

Suillia est un genre d'insectes diptères de la famille des Heleomyzidae. Il comprend 127 espèces essentiellement réparties au sein de l'écozone paléarctique. La majorité de leur larve est inféodée aux champignons, notamment aux truffes.

## Description

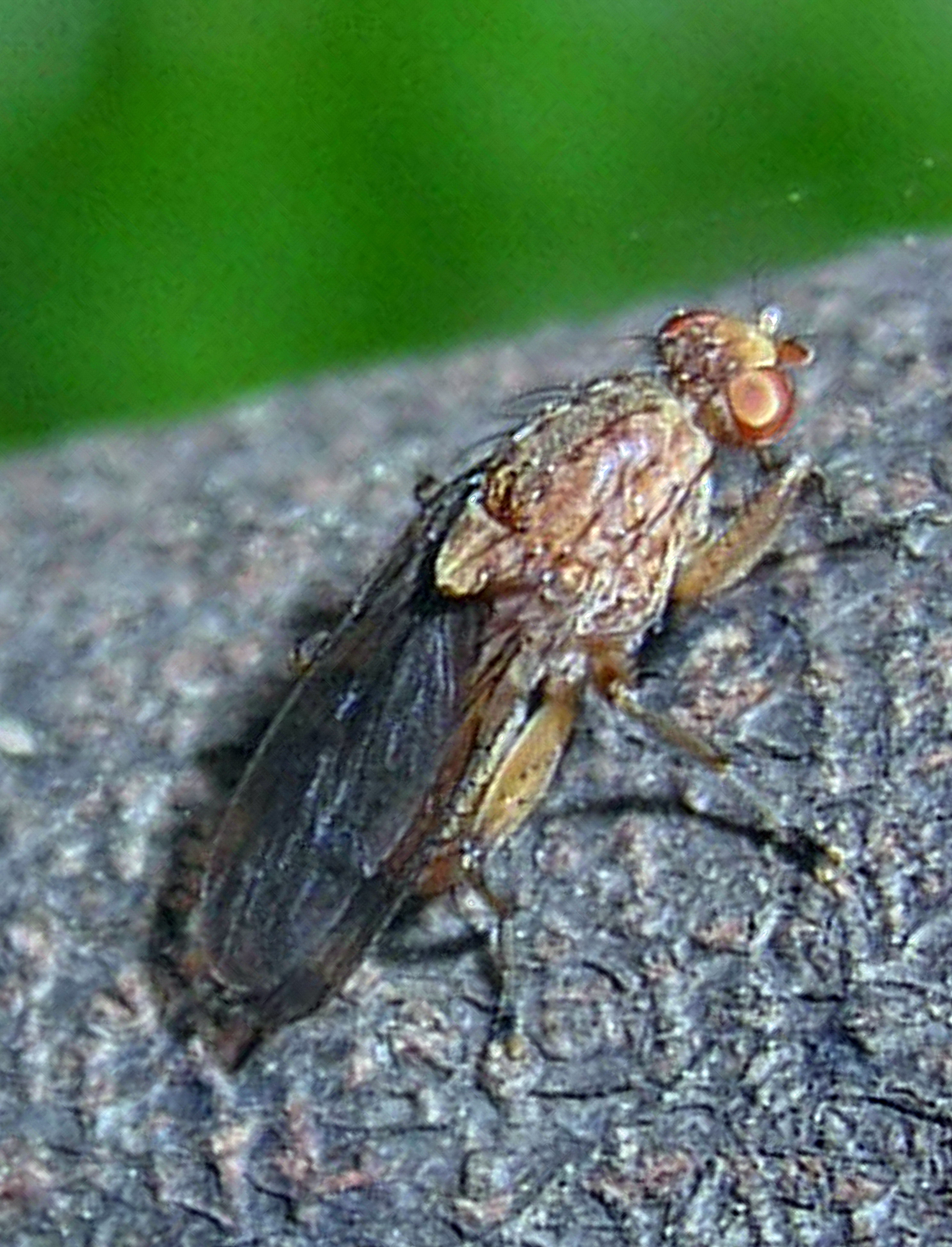
Suillia fuscicornis pond ses œufs sur les truffes

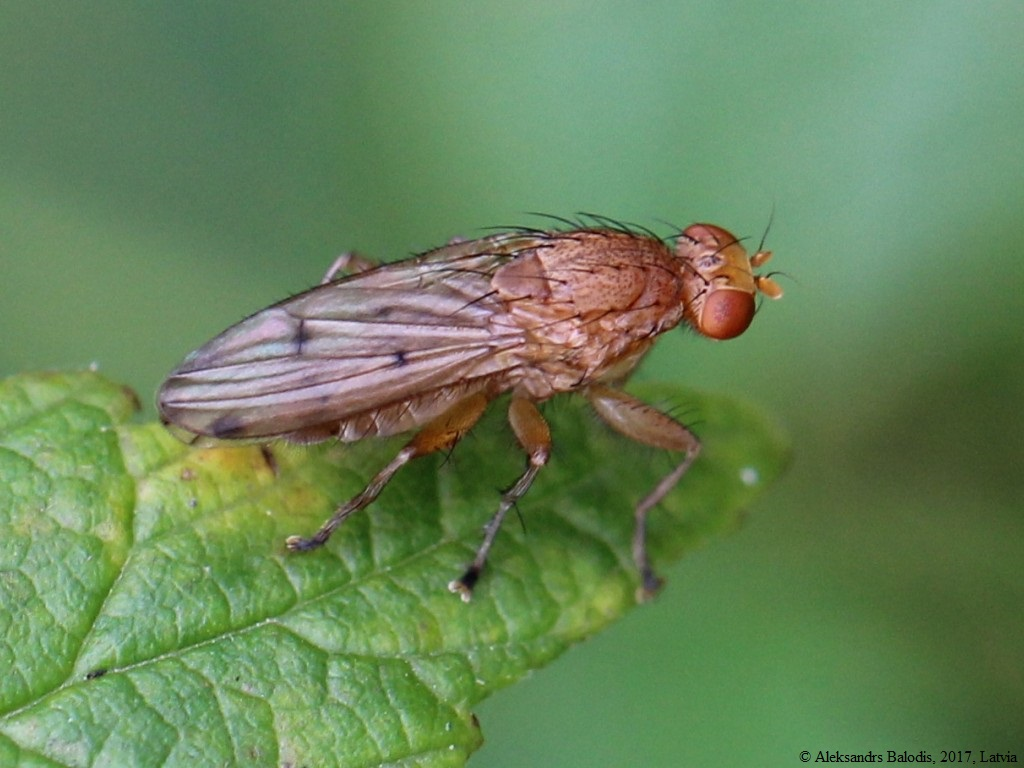
Suillia gigantea

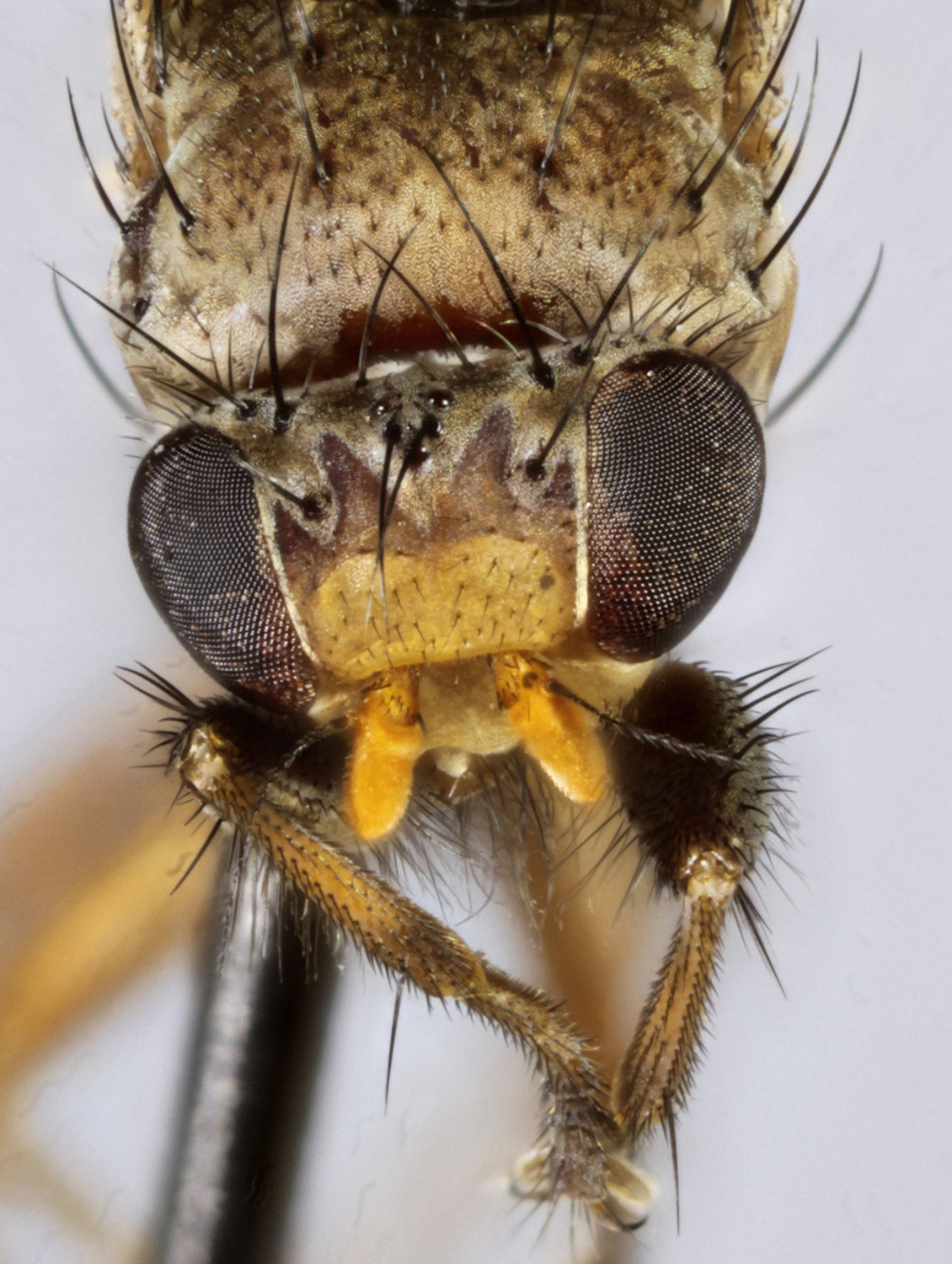
Tête de Suillia imberbis (Nord du Pays de Galles)

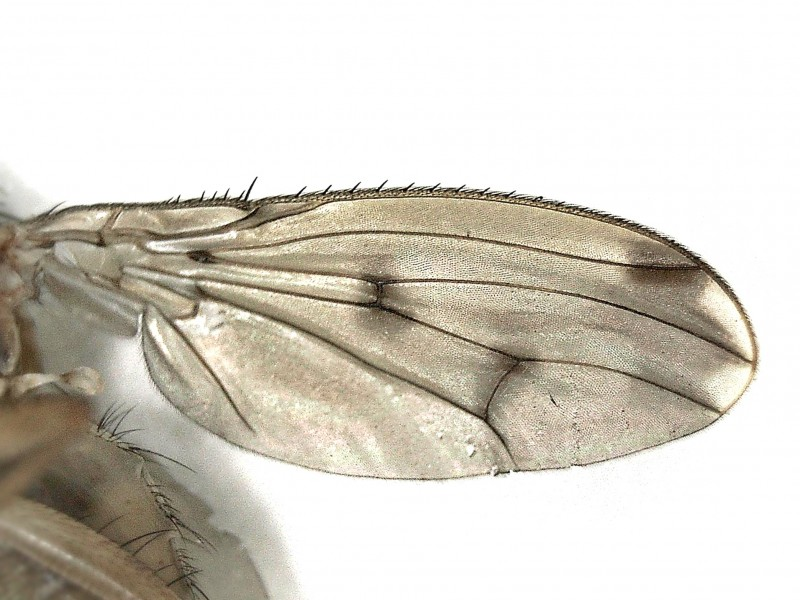
Aile de Suillia variegata (Arnhem, Pays-Bas)

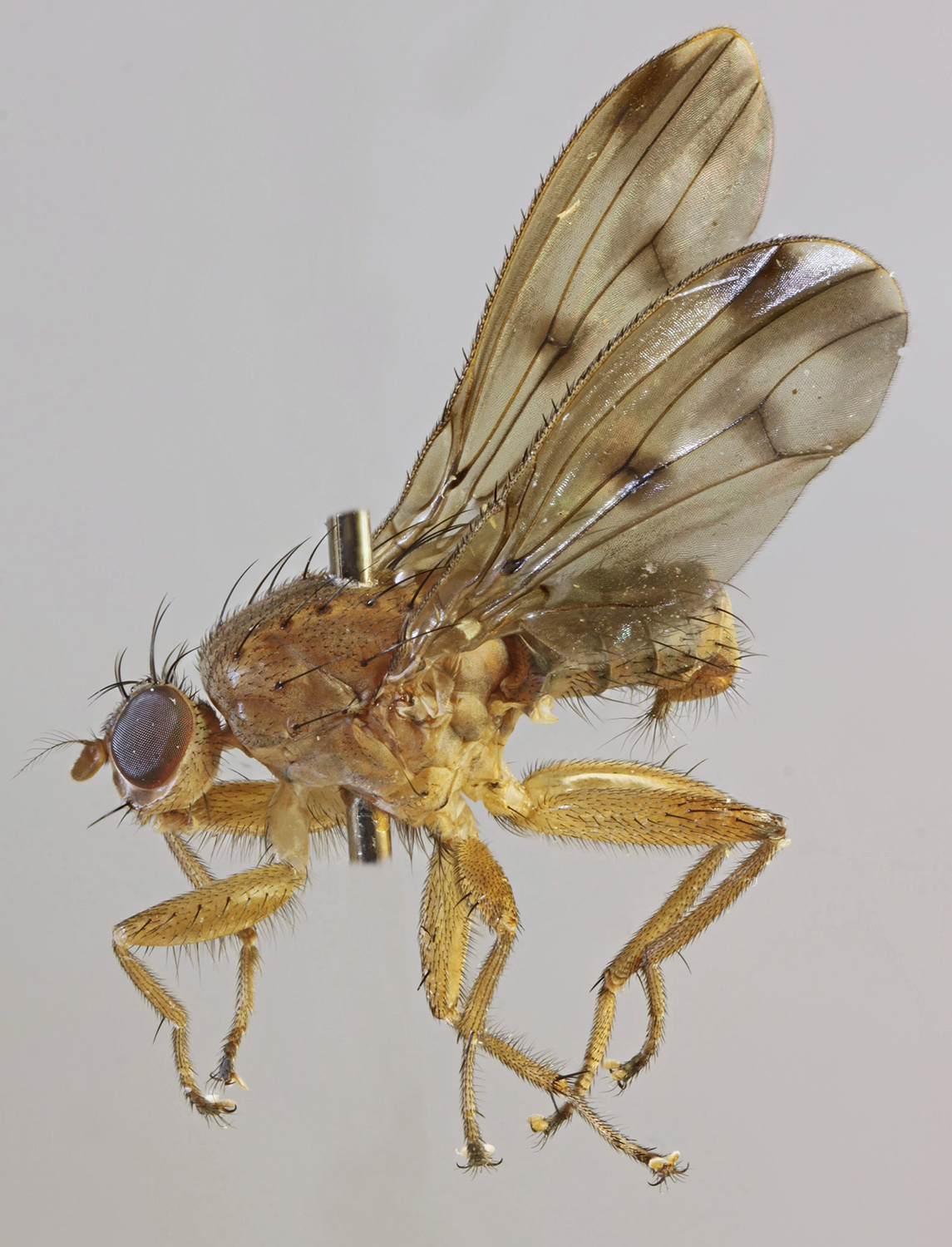
Mâle de Suillia variagata (Nord du Pays de Galles)

Les imagos du genre Suillia ont un corps presque toujours d'un roux plus ou moins foncé, leur mésonotum étant parfois noirci ou marqué de petites taches brunes. Leur thorax est plus long que large et leurs ailes plus longues que l'abdomen. Les tergites abdominaux sont plus ou moins bordés de noir à leur extrémité. Leurs pattes sont ornées de taches sombres plus ou moins marquées, principalement aux genoux. Les larves, quant à elles, sont assez grandes et molles, malgré une peau dure.
Les adultes se nourrissent de nectar, de pollen ou de végétaux, parfois de champignons et également de matière en décomposition et d'excréments. La particularité de ce genre est que les larves sont très souvent inféodées aux champignons dont elles se nourrissent. Suillia gigantea et Suillia fuscicornis sont d'ailleurs utilisées comme indicateurs de la présence de truffes dans le sol lors de la recherche de ce précieux champignon par la méthode dite « à la mouche ».
Les 127 espèces du genre Suillia sont cosmopolites mais une plus grande diversité est observée au sein de l'écozone paléarctique. Elles portent une préférence pour les habitats froids dont les montagnes et les hautes terres boisées.

## Liste des espèces européennes
Selon Fauna Europaea (13 novembre 2018) :
- Suillia affinis (Meigen, 1830)
- Suillia apicalis (Loew, 1862)
- Suillia atricornis (Meigen, 1830)
- Suillia bicolor (Zetterstedt, 1838)
- Suillia bistrigata (Meigen, 1830)
- Suillia cepelaki Martinek, 1985
- Suillia crinimana (Czerny, 1904)
- Suillia dawnae Withers, 1987
- Suillia discolor Czerny, 1927
- Suillia dumicola (Collin, 1943)
- Suillia femoralis (Loew, 1862)
- Suillia flagripes (Czerny, 1904)
- Suillia flava (Meigen, 1830)
- Suillia flavifrons (Zetterstedt, 1838)
- Suillia flavitarsis (Rondani, 1867)
- Suillia fuscicornis (Zetterstedt, 1847)
- Suillia gigantea (Meigen, 1830)
- Suillia hispanica (Loew, 1862)
- Suillia humilis (Meigen, 1830)
- Suillia igori Martinek, 1985
- Suillia imberbis Czerny, 1924
- Suillia innotata (Becker, 1908)
- Suillia kroeberi Czerny, 1935
- Suillia laevifrons (Loew, 1862)
- Suillia lineitergum (Pandelle, 1901)
- Suillia lurida (Meigen, 1830)
- Suillia mikii (Pokorny, 1886)
- Suillia nemorum (Meigen, 1830)
- Suillia notata (Meigen, 1830)
- Suillia oceana (Becker, 1908)
- Suillia oldenbergii (Czerny, 1904)
- Suillia oxyphora (Mik, 1900)
- Suillia pallida (Fallen, 1820)
- Suillia parva (Loew, 1862)
- Suillia pilimana (Loew, 1862)
- Suillia quadrilineata Czerny, 1924
- Suillia setitarsis (Czerny, 1904)
- Suillia similis (Meigen, 1838)
- Suillia tuberiperda (Rondani, 1867)
- Suillia umbratica (Meigen, 1835)
- Suillia univittata (von Roser, 1840)
- Suillia ustulata (Meigen, 1830)
- Suillia vaginata (Loew, 1862)
- Suillia variegata (Loew, 1862)
- Suillia villeneuvei Czerny, 1924

## Liste complète des espèces
Sauf exception, cette liste provient de Catalogue of Life (13 novembre 2018) :
- S. acroleuca (Speiser, 1910)[5]
- S. affinis (Meigen, 1830)[6]
- S. alticola Gorodkov, 1977
- S. apicalis (Loew, 1862)
- S. asiatica Gorodkov, 1962
- S. aspinosa (Lamb, 1917)[7]
- S. atricornis (Meigen, 1830)[6]
- S. balteata (Lamb, 1917)[7]
- S. barberi (Darlington, 1908)[8]
- S. beigeri Woznica, 2007[9]
- S. bicolor (Zetterstedt, 1838)
- S. bistrigata (Meigen, 1830)[6]
- S. borneensis Okadome, 1985[10]
- S. brunneipennis Czerny, 1932
- S. cepelaki Martinek, 1985
- S. cingulipleura Cogan, 1971
- S. collarti Cogan, 1971
- S. convergens (Walker, 1849)
- S. costalis (Matsumura, 1911)[11]
- S. crinimana (Czerny, 1904)
- S. crinipes Czerny, 1935
- S. danielssoni Woznica, 2006[12]
- S. dawnae Withers, 1987[13]
- S. discolor Czerny, 1927
- S. distigma (Wulp, 1897)
- S. dumicola (Collin, 1943)[14]
- S. elbergi Gorodkov, 1965
- S. femoralis (Loew, 1862)
- S. flagripes (Czerny, 1904)
- S. flava (Meigen, 1830)[6]
- S. flavifrons (Zetterstedt, 1838)
- S. flavitarsis (Róndani, 1867)
- S. fuscicornis (Zetterstedt, 1847)
- S. gigantea (Meigen, 1830)[6]
- S. gorodkovi Okadome, 1968
- S. grandis (Meijere, 1919)
- S. griseola (Meigen, 1830)[6]
- S. grunini Gorodkov, 1977
- S. himalayensis Deeming, 1966
- S. hispanica (Loew, 1862)
- S. hololoma Steyskal, 1980[15]
- S. huggerti Woznica, 2006[12]
- S. humilis (Meigen, 1830)[6]
- S. igori Martinek, 1985
- S. imberbis Czerny, 1924
- S. immaculata (Czerny, 1924)
- S. improcera Gorodkov, 1977
- S. inens (Giglio-Tos, 1893)
- S. ingens (Lamb, 1917)[7]
- S. innotata (Becker, 1908)
- S. inornata (Loew, 1862)
- S. kashmirensis Okadome, 1990
- S. keiseri Cogan, 1971
- S. kroeberi Czerny, 1935
- S. kurahashii Okadome, 1991
- S. laciniata (Séguy,, 1910)
- S. laevifrons (Loew, 1862)
- S. laevigata Gorodkov, 1977
- S. laevis (Loew, 1862)
- S. limbata (Thomson, 1869)
- S. lineitergum (Pandellé, 1901)
- S. longicornis Gorodkov, 1962
- S. longipennis (Loew, 1862)
- S. lurida (Meigen, 1830)[6]
- S. marginata Czerny, 1931
- S. matsutakevora Okadome, 2001
- S. mikii (Pokorny, 1886)
- S. mirabilis Woznica, 2004
- S. monticola Gorodkov, 1962
- S. nartshukella Gorodkov, 1965
- S. nemorum (Meigen, 1830)[6]
- S. nigripes Czerny, 1932
- S. notata (Meigen, 1830)[6]
- S. oceana (Becker, 1908)
- S. oldenbergii (Czerny, 1904)
- S. ovata (Collart, 1946)
- S. oxyphora (Mik, 1900)
- S. pakistanensis Okadome, 1991
- S. pallida (Fallén, 1820)
- S. parva (Loew, 1862)
- S. phyllopyga Gorodkov, 1977
- S. picieti Gorodkov, 1978
- S. picta (Wiedemann, 1830)
- S. pilimana (Loew, 1862)
- S. plumata (Loew, 1862)
- S. polystigma (Wulp, 1897)
- S. prima Hendel, 1913
- S. punctifrons Gorodkov, 1962
- S. punctulata (Wulp, 1897)
- S. quadrilineata Czerny, 1924
- S. quadrimaculata Woznica, 2007[9]
- S. quinquepunctata (Say, 1823)[16]
- S. quinquevittata (Macquart, 1839)
- S. rubida (Coquillett, 1898)
- S. setitarsis (Czerny, 1904)
- S. similis (Meigen, 1838)
- S. sororcula Czerny, 1926
- S. spinicoxa Okadome, 1991
- S. steyskali Woznica, 2006[12]
- S. straeleni (Collart, 1946)
- S. stuckenbergi Woznica, 2012[17]
- S. subdola Czerny, 1927
- S. taigensis Gorodkov, 1979
- S. taiwanensis Okadome, 1985[10]
- S. takasagomontana Okadome, 1967
- S. teberdensis Gorodkov, 1979
- S. tenebrosa Gorodkov, 1977
- S. thaiensis Okadome, 1985[10]
- S. thandianensis Okadome, 1991
- S. tokugoensis Okadome, 2001
- S. tuberiperda (Róndani, 1867)
- S. tuberis (Vallot, 1802)
- S. uenoi Okadome, 1985[10]
- S. umbratica (Meigen, 1835)
- S. umbrinervis Czerny, 1932
- S. umbrosa Okadome, 1991
- S. univittata (von Roser, 1840)
- S. usambara Cogan, 1971
- S. ussurigena Czerny, 1932
- S. ustulata (Meigen, 1830)[6]
- S. vaginata (Loew, 1862)
- S. valentinae Gorodkov, 1962
- S. valleyi Steyskal, 1972
- S. variegata (Loew, 1862)
- S. venustula (Collart, 1946)
- S. vergarae Steyskal, 1980[15]
- S. vicaria Gorodkov, 1976
- S. vicina (Collart, 1946)
- S. vietnamensis Okadome, 1985[10]
- S. villeneuvei Czerny, 1924
- S. vockerothi Cogan, 1971

## Espèce éteinte
Selon Paleobiology Database (13 novembre 2018) :
- Suillia major Hennig, 1965